# Флавіус Данилюк
Флавіус Данилюк (нім. Flavius Daniliuc, нар. 27 квітня 2001, Відень, Австрія) — австрійський футболіст румунського походження, центральний захисник італійського клубу «Салернітана» та збірної Австрії. На умовах оренди грає за «Верону».

## Ігрова кар'єра

### Клубна
Флавіус Данилюк починав займатися футболом у віденському клубі «Рапід». Там його примітили скаути мадридського «Реала» і вже у десятирічному віці Данилюк опинився в академії мадридського клуба. Але після конфлікту з партнерами Данилюк дослухався поради Давіда Алаби і перейшов до академії німецької «Баварії». У 2018 році Флавіус Данилюк потрапив до списку 60 талановитих молодих футболістів, який щороку складає The Guardian.
Але в Німеччині Данилюк зіграв лише кілька матчів у дублі «Баварії» і у 2020 році перейшов до французької «Ніцци». У складі французького клуба брав участь у матчах Ліги Європи сезону 2020/21.
У серпні 2022 року футболіст підписав чотирирічний контракт з італійським клубом «Салернітана». Трансфер захисника обійшовся італійцям у 5 млн євро.

### Збірна
З 2016 року Флавіус Данилюк виступає за юнацькі збірні Австрії. У 2021 році він дебютував у молодіжній збірній Австрії.

## Статистика виступів

### Статистика виступів за збірну
Станом на 8 червня 2024 року
| Дата      | Місто        | Господарі | Результат | Гості     | Турнір            | Голи | Примітки |
| --------- | ------------ | --------- | --------- | --------- | ----------------- | ---- | -------- |
| 27-3-2023 | Лінц         | Австрія   | 2 – 1     | Естонія   | Відбір до ЧЄ 2024 | -    | 46'      |
| 26-3-2024 | Відень       | Австрія   | 6 – 1     | Туреччина | товариський матч  | -    | 88'      |
| 8-6-2024  | Санкт-Галлен | Швейцарія | 1 – 1     | Австрія   | товариський матч  | -    | 46'      |
| Усього    |              | Матчів    | 3         |           | Голів             | 0    |          |

## Досягнення
Ніцца
- Фіналіст Кубка Франції: 2021/22

## Особисте життя
Флавіус Данилюк народився в Австрії у родині румунських переселенців з міста Сучава, які виїхали з країни ще до падіння комуністичного режиму. Два старші брати-близнюки Флавіуса Даніель та Мануель також займаються футболом.